# HS Engineering
HS Engineering (dawniej: HS Technik Motorsport) – austriacki zespół wyścigowy, założony w 2002 roku. Obecnie ekipa startuje jedynie w ATS Formel 3 Cup, jednak w przeszłości zespół pojawiał się także na starcie w Formule 3 Euroseries.

## Starty

### Formuła 3 Euro Series
W 2007 roku HS Engineering startował jako HS Technik.
| Rok  | Bolid              | Kierowcy             | Wyścigi | Wygrane | PP | NO | Pkt | M.K. | M.Z. |
| ---- | ------------------ | -------------------- | ------- | ------- | -- | -- | --- | ---- | ---- |
| 2007 | Dallara-Mercedes   | Harald Schlegelmilch | 20      | 1       | 0  | 0  | 9   | 14   | 7    |
| 2007 | Dallara-Mercedes   | Euan Hankey          | 10      | 0       | 0  | 0  | 0   | 23   | 7    |
| 2011 | Dallara-Volkswagen | Alon Day             | 6       | 0       | 0  | 0  | 0   | NS†  | NS†  |

† – Zawodnik nie był zaliczany do klasyfikacji.